# Нигерија на Светском првенству у атлетици на отвореном 2022.
Нигерија је учествовала на 18. Светском првенству у атлетици на отвореном 2022. одржаном у Јуџину  од 15. до 25. јула осамнаести пут, односно учествовала је на свим првенствима до данас. Репрезентацију Нигерије представљало је 18 такмичара (7 мушкарца и 11 жена) који су се такмичили у 14 дисциплина (4 мушке, 9 женских и 1 мешовита).,
На овом првенству Нигерија је по броју освојених медаља делила 13. место са 2 освојене медаље (1 златна и 1 сребрна).  У табели успешности према броју и пласману такмичара који су учествовали у финалним такмичењима (првих 8 такмичара) Нигерија је са 3 учесника у финалу заузела 20. место са освојених 23 бода. 
| Плас. | Земља    | 1. место | 2. место | 3. место | 4. место | 5. место | 6. место | 7. место | 8. место | Бр. финал. | Бод. |
| ----- | -------- | -------- | -------- | -------- | -------- | -------- | -------- | -------- | -------- | ---------- | ---- |
| 20.   | Нигерија | 1        | 1        | 0        | 1        | 0        | 0        | 0        | 0        | 3          | 20   |

## Учесници
| Мушкарци: - Favour Oghene Tejiri Ashe — 100 м, 4 х 100 м - Рејмонд Екево — 100 м, 4 х 100 м - Удоди Чуди Онвузурике — 100 м, 200 м, 4 х 100 м - Самсон Огеневегба Натанијел — 4х400 м (м+ж) - Дубем Амене — 4х400 м (м+ж) - Чуквуебука Корнел Енеквечи — Бацање кугле - Дотун Огундеји — Бацање кугле | Жене: - Нзубечи Грејс Нвокоча — 100 м, 200 м, 4 х 100 м - Фавоур Офили — 200 м, 4 х 100 м - Розмарин Чуквума — 200 м, 4 х 100 м - Имаобонг Нсе Уко — 400 м, 4х400 м (м+ж) - Тоби Амусан — 100 м препоне - Џој Удо-Габријел — 4 х 100 м - Patience Okon George — 4х400 м (м+ж) - Есе Бруме — Скок удаљ - Рут Усоро — Скок удаљ, Троскок - Chioma Onyekwere — Бацање диска - Ојесаде Олатоје — Бацање кладива |  |

## Освајачи медаља (2)

### злато (1)
- Тоби Амусан — 100 м препоне

### сребро (1)
- Есе Бруме — Скок удаљ

## Резултати

### Мушкарци
| Атлетичар                                                                            | Дисциплина   | Лични рекорд | Квалификације    | Квалификације    | Полуфинале           | Полуфинале           | Финале                | Финале                | Детаљи |
| Атлетичар                                                                            | Дисциплина   | Лични рекорд | Резултат         | Место            | Резултат             | Место                | Резултат              | Место                 | Детаљи |
| ------------------------------------------------------------------------------------ | ------------ | ------------ | ---------------- | ---------------- | -------------------- | -------------------- | --------------------- | --------------------- | ------ |
| Favour Oghene Tejiri Ashe                                                            | 100 м        | 9,96         | 10,00 кв         | 4. у гр. 2       | 10,12 (.118)         | 4. у гр. 3           | Нису се квалификовали | 11 / 67 (71)          |        |
| Рејмонд Екево                                                                        | 100 м        | 9,96         | 10,17 (.162) КВ  | 3. у гр. 1       | 10,20                | 8. у гр. 1           | Нису се квалификовали | 19 / 67 (71)          |        |
| Удоди Чуди Онвузурике                                                                | 100 м        | 10,03        | 10,26            | 6. у гр. 6       | Није се квалификовао | Није се квалификовао | Није се квалификовао  | 40 / 67 (71)          |        |
| Удоди Чуди Онвузурике                                                                | 200 м        | 20,08        | 20,34 КВ         | 3. у гр. 5       | 20,39                | 6. у гр. 2           | Није се квалификовао  | 14 / 44 (49)          |        |
| Рејмонд Екево Годсон Оке Огхенебруме Удоди Чуди Онвузурике Favour Oghene Tejiri Ashe | 4 х 100 м    | 37,94 НР     | Дисквалификовани | Дисквалификовани |                      |                      | Нису се квалификовали | Нису се квалификовали |        |
| Чуквуебука Корнел Енеквечи                                                           | Бацање кугле | 21,80 НР     | 20,87 кв         | 4. у гр. А       | 20,65                | 11 / 29 (30)         |                       |                       |        |
| Дотун Огундеји                                                                       | Бацање кугле | 21,05        | 18,35            | 14. у гр. Б      | Није се квалификовао | 28 / 29 (30)         |                       |                       |        |

### Жене
| Атлетичарка                                                               | Дисциплина     | Лични рекорд | Квалификације         | Квалификације | Полуфинале                     | Полуфинале            | Финале                | Финале       | Детаљи |
| Атлетичарка                                                               | Дисциплина     | Лични рекорд | Резултат              | Место         | Резултат                       | Место                 | Резултат              | Место        | Детаљи |
| ------------------------------------------------------------------------- | -------------- | ------------ | --------------------- | ------------- | ------------------------------ | --------------------- | --------------------- | ------------ | ------ |
| Нзубечи Грејс Нвокоча                                                     | 100 м          | 10,97        | 11,16 (.158) КВ       | 2. у гр. 3    | 11,16                          | 4. у гр. 1            | Нису се квалификовале | 16 / 49      |        |
| Фавоур Офили                                                              | 200 м          | 21,96        | 22,24 КВ              | 1. у гр. 6    | 22,30                          | 3. у гр. 3            | Нису се квалификовале | 10 / 44 (45) |        |
| Нзубечи Грејс Нвокоча                                                     | 200 м          | 22,44        | 22,61 (.608) КВ       | 3. у гр. 5    | 22,49                          | 5. у гр. 2            | Нису се квалификовале | 13 / 44 (45) |        |
| Розмарин Чуквума                                                          | 200 м          | 22,33        | 22,93 кв              | 5. у гр. 1    | 22,72                          | 7. у гр. 1            | Нису се квалификовале | 15 / 44 (45) |        |
| Имаобонг Нсе Уко                                                          | 400 м          | 51,24        | 52,80 (.794)          | 7. у гр. 4    | Није се квалификовала          | Није се квалификовала | Није се квалификовала | 36 / 47 (48) |        |
| Тоби Амусан                                                               | 100 м препоне  | 12,41 НР     | 12,40 КВ, АФР, НР, ЛР | 1. у гр. 3    | 12,12 КВ, СР, СРС, АФР, НР, ЛР | 1. у гр. 1            | 12,06                 |              |        |
| Џој Чинење Удо-Габријел Фавор Офили Розмери Чуквума Нзубечи Грејс Нвокоча | 4 х 100 м      | 42,39 НР     | 42,68 КВ, НРС         | 3. у гр. 2    |                                |                       | 42,22 АФР, НР         | 4 / 16       |        |
| Есе Бруме                                                                 | Скок удаљ      | 7,17 НР      | 6,82 КВ               | 2. у гр. А    | 7,02 ЛРС                       |                       |                       |              |        |
| Рут Усоро                                                                 | Скок удаљ      | 6,78         | 6,69 кв               | 4. у гр. Б    | 6,52                           | 11 / 25 (28)          |                       |              |        |
| Рут Усоро                                                                 | Троскок        | 14,50        | 13,93                 | 12. у гр. А   | Нису се квалификовале          | 21 / 28               |                       |              |        |
| Chioma Onyekwere                                                          | Бацање диска   | 63,30 НР     | 57,87                 | 11. у гр. А   | Нису се квалификовале          | 21 / 30               |                       |              |        |
| Ојесаде Олатоје                                                           | Бацање кладива | 69,89        | 64,82                 | 13. у гр. А   | Нису се квалификовале          | 27 / 30               |                       |              |        |

### Мешовито
| Атлетичари                                                                                    | Дисциплина | Лични рекорд | Квалификације   | Квалификације | Полуфинале | Полуфинале | Финале   | Финале      | Детаљи |
| Атлетичари                                                                                    | Дисциплина | Лични рекорд | Резултат        | Место         | Резултат   | Место      | Резултат | Место       | Детаљи |
| --------------------------------------------------------------------------------------------- | ---------- | ------------ | --------------- | ------------- | ---------- | ---------- | -------- | ----------- | ------ |
| Самсон Огеневегба Натанијел (м) Имаобонг Нсе Уко (ж) Дубем Амене (м) Patience Okon George (ж) | 4 х 400 м  | 3:13,60 НР   | 3:14,59 кв, НРС | 5. у гр. 1    |            |            | 3:16,21  | 6 / 15 (16) |        |